# Amanti di valore
Amanti di valore è il ventiquattresimo album in studio della cantante italiana Mina, pubblicato nell'ottobre 1973 dalla PDU con distribuzione EMI Italiana.

## Descrizione
Pubblicato inizialmente come album doppio insieme a Frutta e verdura, dopo la prima edizione è stato distribuito singolarmente su tutte le tipologie di supporto: Long playing (PDU PLD 5070), Stereo8 (P8A 30070), musicassetta (PMA 570), CD (EMI 5354422, rimasterizzazione del 2001).
Quasi identica la versione stampata in Spagna dalla Odeon l'anno dopo (LP J 062-95492 e MC J 244-95492), privata per ragioni di censura del brano Carlo detto il mandrillo.
Nella discografia ufficiale e sul catalogo (PDU PLD 5070) segue Frutta e verdura, anche se le matrici di registrazione indicano il 22 ottobre, ovvero il giorno prima di quanto riportato per l'altro album.
Analogamente anche la copertina (grafica di Luciano Tallarini), nuovamente con un collage di foto in sequenza, si apre a libretto e contiene all'interno, oltre a tutti i testi, una sola grande fotografia a colori dell'artista, tratta, come le altre, da un servizio di Mauro Balletti.
Tutti i testi sono di Franco Califano e le musiche di Carlo Pes, che cura il missaggio con Nuccio Rinaldis e gli arrangiamenti con Pino Presti; quest'ultimo e lo stesso Pes sono anche tra i musicisti che suonano nell'album.

## I brani
Album di inediti, che trattano dichiaratamente temi d'amore e di sesso. Mina, ancora una volta controcorrente, si affida ai testi di un autore emergente, Franco Califano, che senza tabù descrive il rapporto tra due adulteri (nella canzone Amanti di valore che dà il titolo al disco) oppure gli assurdi giochi erotici che una lei impara per compiacere il suo uomo, perdendo così le naturali spontaneità e ingenuità legate all'atto amoroso (Inibizioni al vento).
Carlo detto il mandrillo ha la particolarità di non essere interpretata da Mina come voce solista ma come elemento di un coro. Si tratta di un'elegia al maschio latino, stroncato dall'eccessiva passione. Omessa a causa della censura nelle edizioni per i mercati latini.
L'anno seguente, Mina incide due titoli anche in lingua spagnola, con i testi di A. Belgrano: La vida gota a gota (La vita goccia a goccia) e El ayer (Ieri, ieri); entrambi inseriti solo nella raccolta Mina canta en español (1975) destinata al mercato iberico e rimasti inediti su CD.

## Tracce
Testi di Franco Califano, musiche di Carlo Pes; edizioni musicali PDU.
Lato A
1. Amanti di valore – 4:22
2. La vita goccia a goccia – 4:32
3. Ieri, ieri – 3:59
4. I sogni di un semplice – 5:04
5. La solita storia d'amore – 3:33
6. Un po' d'uva – 0:28

Lato B
1. Il poeta che non pensa mai – 3:59
2. La mia vecchiaia – 3:14
3. Carlo detto il mandrillo – 2:57
4. Inibizioni al vento – 4:00
5. Ninna nanna amore stanco – 2:48

## Musicisti
- Mina – voce
- Dario Baldan Bembo – organo Hammond, pianoforte, piano elettrico
- Andrea Sacchi – chitarra elettrica, classica e hawaiana
- Pino Presti – basso elettrico, Fender Rhodes, percussioni
- Renzo Bergonzi – percussioni in La solita storia d'amore
- Tullio De Piscopo – batteria, congas
- Pasquale Liguori – percussioni
- Carlo Pes – chitarra acustica, elettrica, chitarra 12 corde in A2, A5, B5
- Arturo Prestipino Giarritta[4] – violino
- Bruno De Filippi – armonica

Tecnico del suono: Nuccio Rinaldis